# Bretagne Air Services
Bretagne Air Services (code IATA : VB) était une compagnie aérienne française basée sur l'aéroport de Dinard, en Bretagne et assurant des vols à la demande et régulières vers les îles anglo-normandes, l'entretien d'aéronefs et l'achat/vente d'avions. 

## Histoire
Bretagne Air Services a été créée en février 1976 et a obtenu son certificat de transporteur aérien cette année là. 
Elle est l'une des nombreuses sociétés aériennes bretonnes (Rousseau Aviation, Brit Air "Brittany Air International", Air Lorient, Air Ouest, Air Bretagne, Finistair, Thalass Air, Diwan, Trans Air Bretagne, Air Rhuys...) qui assurait des services charters de passagers et cargo au départ de Dinard vers n'importe quelles destinations en Europe mais également des vols réguliers vers les îles Anglo-Normandes (Jersey et Guernesey). 
Elle était également spécialisée dans l'entretien des aéronefs en association avec Rousseau Aviation, société de Claude Rousseau spécialisée dans le transport régulier de passagers et fret et la maintenance des aéronefs à Dinard. 
Son DC-3 immatriculé F-BYCU a été affrété en janvier 1981 par l'agence de voyages "Africatours" pour assurer le transport lourd du fameux rallye auto-moto "Paris-Dakar".  
La compagnie a commencé ses opérations vers Guernesey avec un Partenavia P-68 Victor. 
La compagnie avait également un second établissement en Ardèche, la compagnie Ardèche Air Service pour le transport aérien et la maintenance aéronautique sur l'aéroport de Aubenas.  
Bretagne Air Services disparait en 1981 faisant 56 licenciements (licenciement le 28 avril 1981 par jugement du tribunal de Rennes).
Les activités de la compagnie étaient reprise par Trans Europe Air, compagnie aérienne créée en 1977 et exploitant également des DC-3.

## Le réseau
- Dinard-Guernesey[9]
- Dinard-Jersey
- Saint-Brieuc-Jersey
- Caen-Jersey (1980)

## Flotte
- Douglas C-47A-DL (DC-3), immatriculés F-BEIG (à partir de 1979) et F-BYCU (à partir de 1980)[10],
- Douglas C-47B-25-DK, immatriculé G-AMSK (à partir de 1980 en location)[10],
- DeHavilland DHC-6-200, immatriculé F-BSUL (à partir de 1977 en location à Air Alpes)[10].
- Partenavia P-68B Victor immatriculés F-BVOX et F-BOYY[3].
- Piper PA-23 immatriculé F-BSRK[3].
- Britten-Norman BN-2A-8 Islander immatriculé F-BUID[11].

En novembre 1980, le DC-3 F-BEIG est parti chez Normandie Air Services basée à Caen,, le DC-3 F-BYCU parti chez Stellair à Nantes en 1981, il s'est écrasé après avoir manqué de carburant près de Tanger, au Maroc, en 1984. Le F-BEIG part également chez Stellair en 1984.

## Galerie photographique

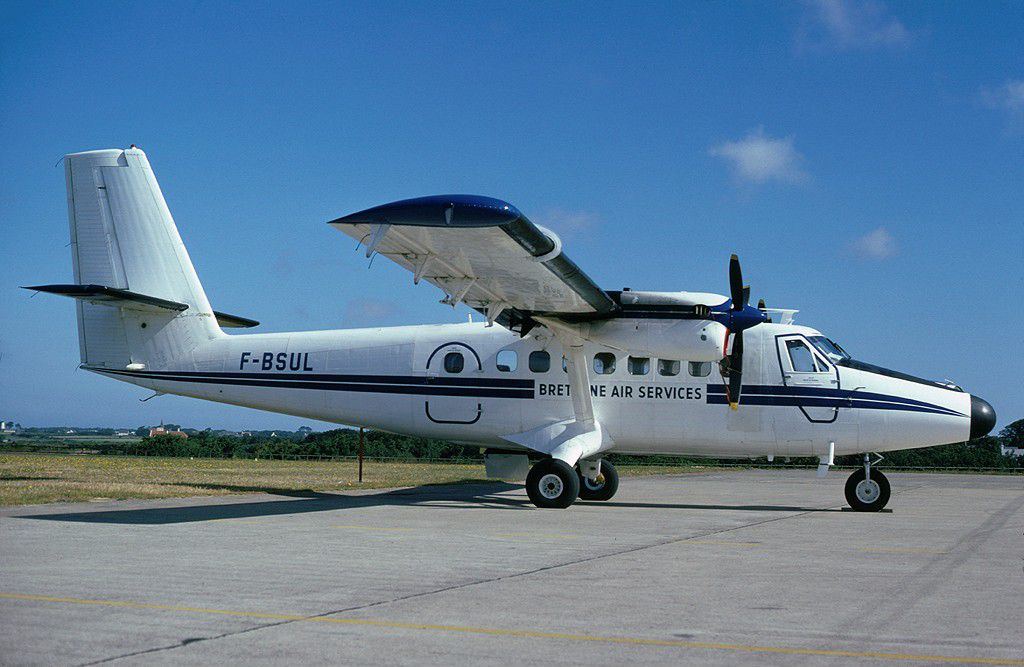
DHC-6 Bretagne Air Services n° F-BSUL à Jersey en 1977.
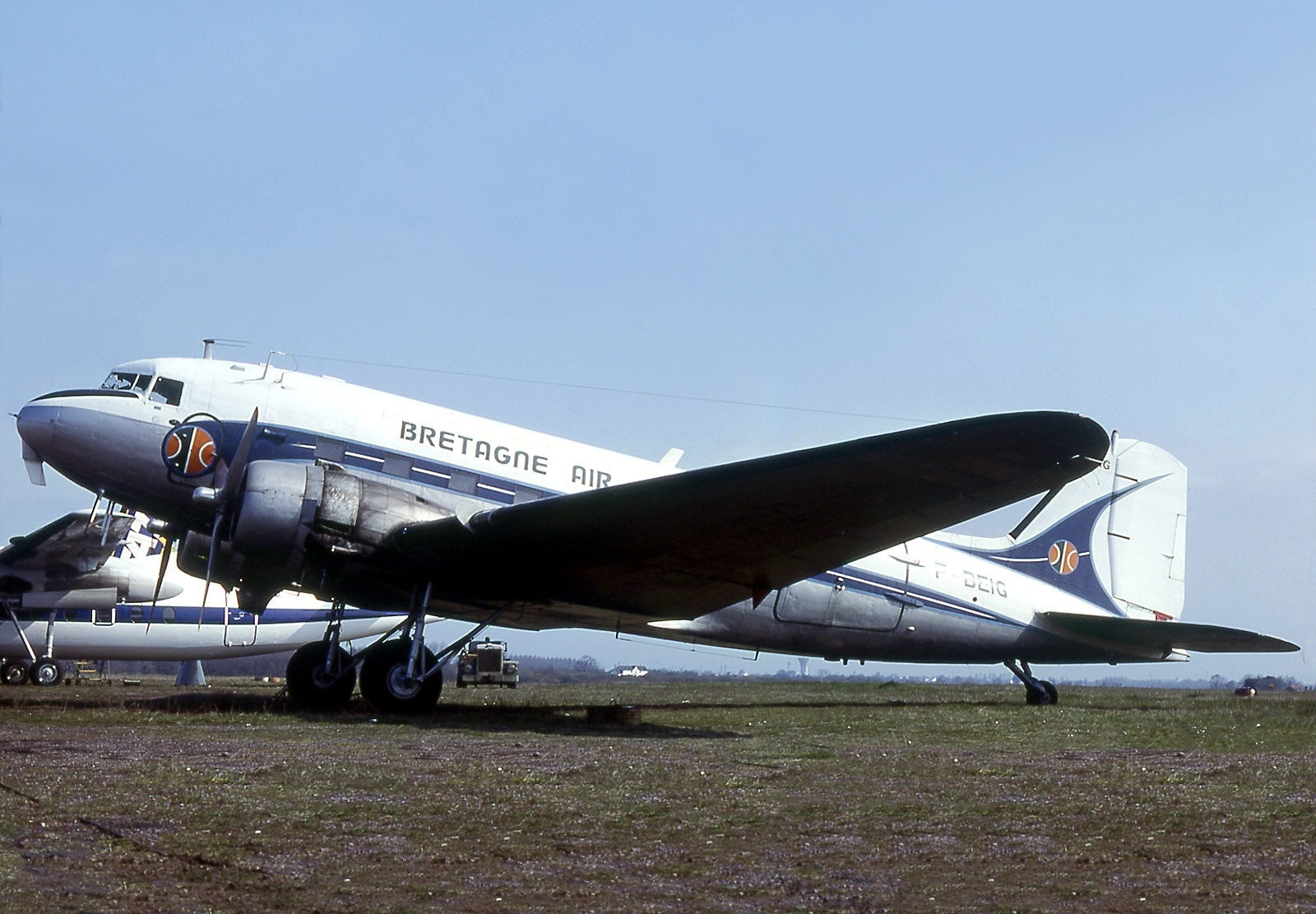
DC-3 Bretagne Air Service n° F-BEIG à Dinard en 1980.
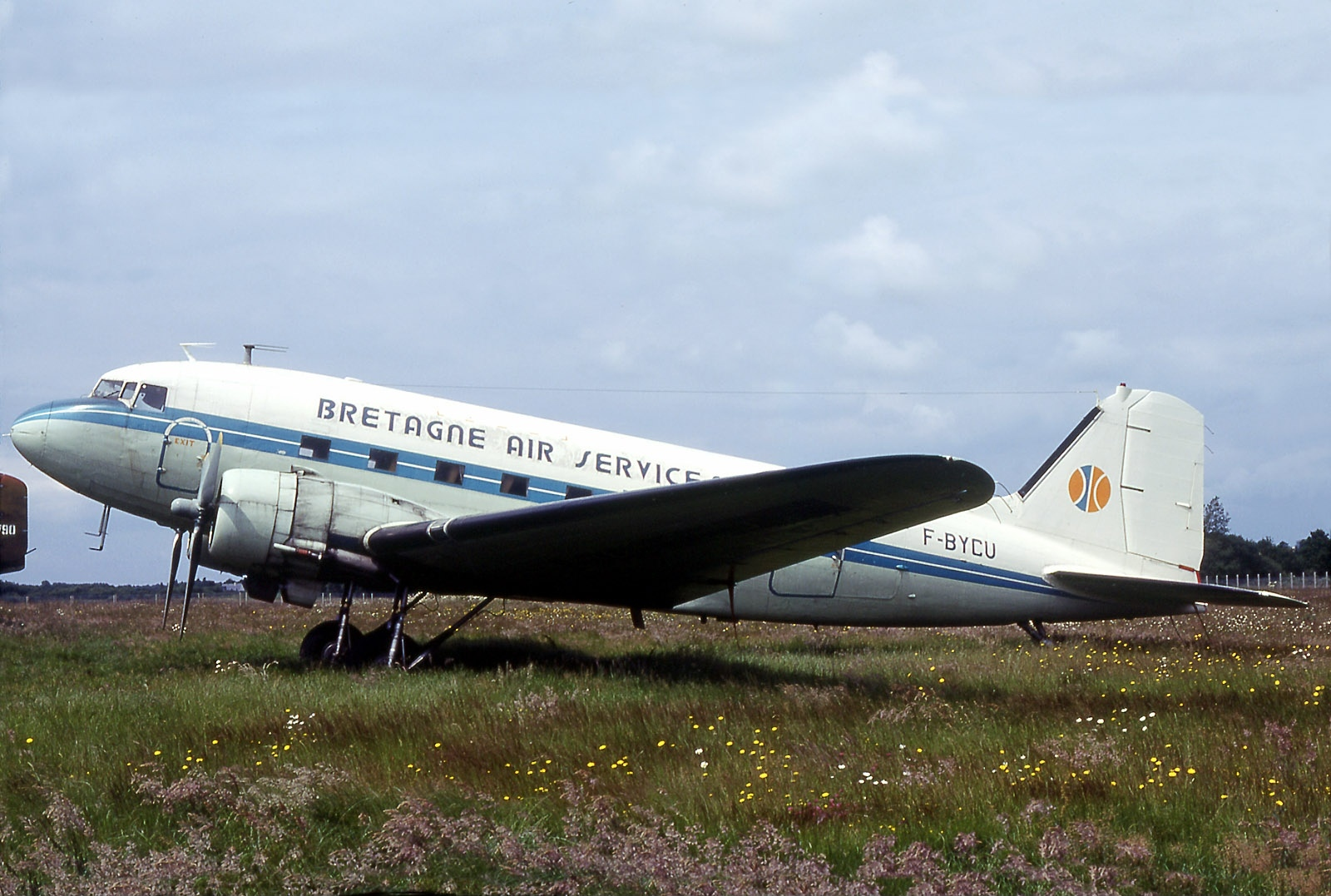
DC-3 Bretagne Air Service n° F-BYCU à Dinard en 1981.
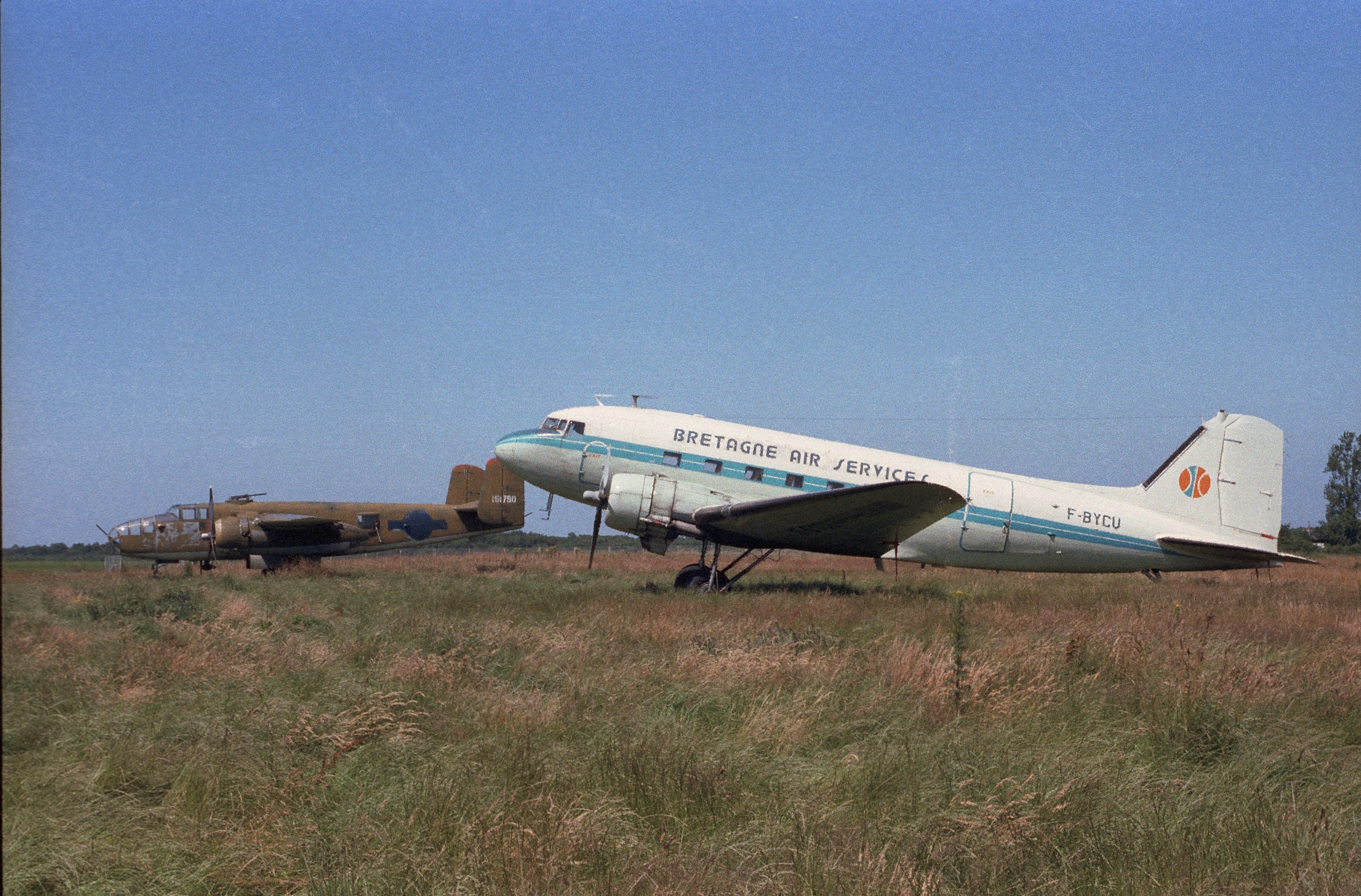
DC-3 Bretagne Air Service n° F-BYCU à Dinard en 1981.
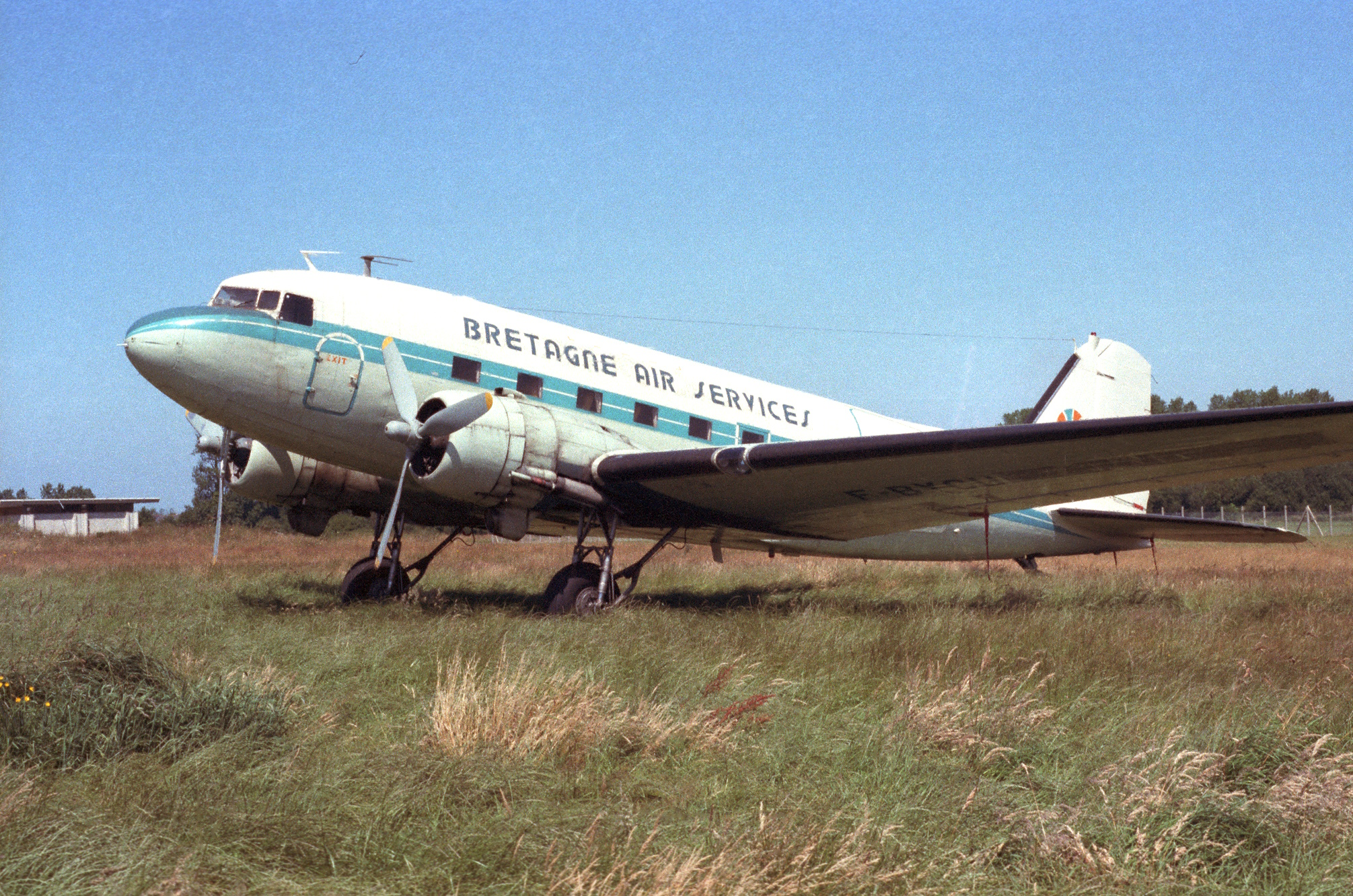
DC-3 Bretagne Air Service n° F-BYCU à Dinard en 1981.